# Engel
En engel (fra græsk angelos, "sendebud" eller "budbringer") er et overnaturligt åndevæsen, der optræder som Guds sendebud i åbenbaringsreligioner, såsom zoroastrisme, jødedom, kristendom og islam. Efter gammel jødisk tro herskede Jahve over en hærskare af himmelske væsner; men først under indflydelse fra zoroastrismen fik engletro en vigtig rolle i jødedommen. På Jesu tid benægtede saddukæerne stadig englenes eksistens. Det er især i de jødiske apokryfer, der tales om engle og deres vigtige kosmiske funktion. Antal ærkeengle opgives skiftevis som fire, seks eller syv. Øverst troner Mikael, Israels skytsengel; dernæst Rafael og Gabriel. I Første Mosebog kapitel 6 omtales "gudesønnerne", der fik afkom med "menneskedøtrene", og opfattes som faldne engle, der kommer til at optræde som dæmoner i Satans tjeneste.
De eneste bibelske navne på individuelle engle er Mikael, Gabriel og Rafael. Enoks Bog navngiver også Uriel og Jeremiel, og flere kendes fra andre jødiske apokryfer, som dem, Milton omtaler i Paradise Lost.

## Engle i oldtiden
Historiens første ord for "engel" er sumerisk: Sukkal, der betød "sendebud". Alle de store guder i Sumer havde en sukkal til rådighed. Naturfænomener havde også et sendebud. Således var ildens sukkal flammen. Det første skriftligt registrerede englevæsen er Ninshubur, der er sendebud for den sumeriske frugtbarhedsgudinde Inanna. Myten om Inannas nedstigning til underverdenen, der er under herredømme af hendes søster Ereshkigal, er den ældste kendte repræsentant for genren "nedstigning til det hinsidige", og udgør den litterære arketype for tilsvarende jødiske, kristne, gnostiske og islamske beretninger. Inannas ærinde i underverdenen nævnes ikke i myten, men før afrejse instruerer hun sin engel Ninshubur om, at hvis hun ikke er tilbage inden tre dage, må Ninshubur søge hjælp hos de øverste guder. Da tre dage er omme, må Ninshubur da også bede den mægtige gud Enki om hjælp, men før Inanna kan bringes op fra dødsriget, må hun tilbyde nogen i bytte for sig selv. Dæmonerne forslår Ninshubur, men sådan vil Inanna ikke lønne englens trofasthed. I stedet tilbyder hun sin troløse ægtemage Dumuzi.
Det hebraiske ord for "engel" er malak (flertal malakim). I den græske bibeloversættelse Septuaginta fra 200-tallet f.Kr. blev malak direkte oversat til angelos, der lige som det hebraiske ord blev brugt om sendebud, hvad enten de nu var i privat eller offentlig tjeneste. På latin blev ordet til angelus, selv om det latinske ord for "sendebud" er nuntius, der har fået betydningen "pavelig udsending". Fra latin er ordet indgået i de europæiske folkesprog som ange, angel, engel osv.
På arabisk hedder "engel" malaika, men Gabriel er Allahs ånd (ruh), der i den egenskab åbenbarede sig for profeten og overrakte ham Koranen. I sura 19, Maria-suraen, forlyder det, at Allah sendte sin ånd, som tog skikkelse for jomfru Maria som en mand. Undfangelsen forklares ikke i Koranen, den er et mirakel fra Allah.

## Englenes hierarki
Forestillingen om et hierarki blandt engle dukkede første gang op hos Ignatius af Antiokia, vandt tilslutning fra Ambrosius og blev videreudviklet af Pseudo-Dionysios  i 400-tallet, og vedtaget af pave Gregor den Store i 500-tallet. Bernard af Clairvaux og Dante er stærkt påvirket af den. I Pseudo-Dionysios' englelære sættes englene øverst på rangstigen af det skabte. De er rene intelligenser, og hver engleorden har sin bestemte opgave i skaberværket. Englene formidler impulser fra Gud til det øvrige kosmos, og leder de lavere skabninger frem mod alle tings højeste mål, Gud selv.
Rækkefølgen ændrede sig noget gennem tiderne, men har fra Thomas Aquinas' tid set sådan ud:
DET FØRSTE ENGLEHIERARKI
- Serafer
- Keruber
- Troner

DET ANDET ENGLEHIERARKI
- Herredømmer
- Dyder
- Magter

DET TREDJE ENGLEHIERARKI
- Herrevælder
- Ærkeengle
- Engle [9]

Dette hierarki findes der overhovedet ingen støtte for i Bibelen. Der er kun serafer, keruber, ærkeengle og engle beskrevet. De øvrige fem er omtalt hos Paulus; men slet ikke i sammenhæng med engle.
Thomas Aquinas delte de ni engleordener ind i tre hierarkier. Han beskrev englene som form uden stof og uden Guds usammensatte væren. Da det i Thomas' filosofi, ligesom hos Aristoteles, er stoffet, der gør et væsen til et individ, må man spørge, hvordan englene kan være individer, når de mangler stof; men ifølge Thomas udgør hver engleform en egen art, som følgelig kun har ét medlem. Hver engel er dermed noget helt særligt. En engel modtager sin væren fra Gud og eksisterer kun, fordi Gud skænker den den nødvendige kraft hertil.

## Englenes natur i den kristne mytologi
I de jødiske skrifter er ilden englenes element, og Clemens af Alexandria kalder dem "tænkende ild". Augustin spørger sig dog om, hvordan de faldne engle så kan pines i helvedes ild, hvis de selv består af ild? Hans forslag er, at Gud ved faldet fratog dem deres legeme af ild, og gav dem et af luft, som ilden kunne flamme op i. Irenæus mente, at engle var ånder, for da Kristus iførte sig kød, blev han til et menneske og ikke en engel. Ifølge Gregor den Store er englene ånder i forhold til os, men i forhold til Gud, der er ubegrænset ånd, er de legemer. Kun Treenigheden er kropsløs. Englene og deres legemer befinder sig ét sted; kun Gud kan være overalt. Det indebærer, at de ikke kan have været skabt før skabelsen, da de behøver en himmel at være i. Teologer, særlig fra Østkirken, mente ellers ofte, at så ophøjede skabninger ikke kunne være en del af det øvrige skaberværk, mens Augustin anførte, at når der står, at Gud "i begyndelsen" skabte himmel og jord, kan han ikke have skabt noget andet før himmel og jord. På koncilet i Braga i 591 kom man endelig frem til, at engle er skabt af en substans forskellig fra Gud, men oplyst af Gud. Nestorianeren Kosmas Indikopleustes forestillede sig, at de skabtes på førstedagen, i en tilstand af mørke og forvirring ligesom det øvrige urstof. Thomas Aquinas mente derimod, at engle er ren ånd, for materie indebærer forfald, og det kender englene ikke, da de er udødelige. For Thomas indebærer materie også individualisering. Dermed kan de stofløse engle ikke være individer. Tvunget af sin egen logik må han hævde, at mens menneskene er en art bestående af individer, udgør hver engel en art for sig, skabt én gang for alle, uden legeme, materie, udviklingsmuligheder og død. Thomas' engle er kun i stand til at elske Gud. Gør de noget for mennesker, er det af kærlighed til Gud og på hans ordre.

## Englenes navne
Kate Bush anråber på sin plade The red shoes de fire ærkeengle: "Gabriel before me, Raphael behind me, Michael to my right, Uriel on my left side in the circle of fire." Det drejer sig om en gammel jødisk bøn, de kristne har overtaget, og som er kendt gennem hele middelalderen og frem til i dag, bevaret i folketro og okkultisme. Det er et magisk beskyttende engle-kvadrat, som Gud har sat om sin trone i himlen, og som også mennesker har påberåbt sig.
Før Daniels bog er englene en navnløs mængde. Kun Satan har fået navn indtil da. I Daniels bog dukker så navnene Mikael og Gabriel op. Med navnet følger en personlighed, der skiller englene fra hinanden. Rabbinerne bebrejdede dem, der anråbte Mikael og Gabriel om hjælp; men samtidigt var det skik at bede om englenes beskyttelse på steder, der var hjemsøgt af dæmoner, da det blev anset som upassende at påkalde Gud sådan et sted.
Engle i flok optræder første gang i Bibelen i Jakobs drøm: "På jorden stod en stige, hvis top nåede til himlen, og se, Guds engle steg op og ned ad den, og Herren stod foran ham." 

## De døde som engle
I løbet af 1700-tallet udvikledes et syn på englene som døde mennesker. Emanuel Swedenborg hævdede, at engle hverken er formløs ånd eller æterisk gas. De er mennesker lige som os på et højere plan. I åndeverdenen fortsætter livet sin vante gang, og de døde spiser, drikker og har ægteskabeligt samliv som i denne verden, sådan at mange slet ikke opdager, at de er døde. Først når de har opnået den rette indsigt, kan de avancere til den egentlige himmel og er blevet engle. I H.C. Andersens eventyr Englen fortæller englen, der bærer det døde barn op til himlen, at den selv var et fattigt sygt barn, der året forinden blev hentet op til Gud: "Jeg var jo selv den syge, lille Dreng, der gik paa Krykker!" Det døde barn ser nu nærmere på englens "deilige, glade Ansigt", før de ankommer himlen, hvor "Gud trykkede det døde Barn til sit Hjerte, og da fik det Vinger som den anden Engel og fløi Haand i Haand med ham."  En sådan tro - at de afdøde forvandles til engle - findes der intet teologisk belæg for.